# Witchfire
Witchfire — шутер от первого лица, разработанный и изданный компанией The Astronauts. Релиз игры на ПК в раннем доступе состоялся в сентябре 2023 года.

## Игровой процесс
Witchfire представляет собой шутер от первого лица с элементами roguelike. В игре отсутствуют кат-сцены.

## Разработка и релиз
На ранних этапах разработки, начавшейся ближе к концу 2015 года, игра задумывалась как постапокалиптический научно-фантастический симулятор выживания под кодовым названием «Astro Project 2», затем трансформировавшись в шутер от первого лица в стиле тёмного фэнтези. Анонс Witchfire состоялся на церемонии The Game Awards 2017. В январе 2022 года The Astronauts объявили, что игра выйдет в раннем доступе в конце года. Однако в итоге релиз был перенесён на начало следующего. 20 сентября 2023 года Witchfire была выпущена на ПК эксклюзивно в Epic Games Store.
В команду разработчиков входят двенадцать человек. Несмотря на то, что руководителем проекта является Адриан Хмеляж, ранее работавший над Painkiller (2004), шутеры не имеют к друг другу никакого отношения. Создатели проекта отмечали, что вдохновением для игры послужили серии Dark Souls от FromSoftware и Destiny от Bungie.
В визуальном стиле команда вдохновлялась полотнами таких американских художников-пейзажистов, как Томас Хилл, Альберт Бирштадт и Фредерик Эдвин Чёрч.
В апреле 2024 года шутер получил первое крупное обновление под названием Ghost Galleon, в него вошли новые классы, оружие, магические заклинания, предметы и виды врагов. Также разработчики переработали прохождение уровней и систему бедствий, новая функция позволит незначительно повышать свой уровень, избегая усложнения врагов.
14 августа 2024 года состоялся выпуск второго крупного обновления The Wailing Tower. Нововведения включают локацию «Остров проклятых», свежие механики Порченная Аркана и Пророчества и дополнительные типы оружия и заклинаний. У игроков появится возможность призывать ИИ-спутников, обладающих особыми навыками, собирая специальные маски на локациях Эхо Жрецов.
Осенью 2024-го года Witchfire стала доступна в Steam, в преддверии этого события вышло небольшое обновление, «чтобы оживить релиз».
В марте 2025 года вышло третье крупное обновление Witch Mountain. Новый контент включает крупнейшую локацию в игре (Ведьмину гору), новый лабиринт и оружие, Теневые сферы (с дополнительными испытаниями), обновлённую механику Падших Охотников (которая позволяет призывать погибших охотников, помогающих во время сражений), а также ряд различных улучшений и исправлений баланса.
На середину 2025 года запланирован выход патча Webgrave, в котором добавят новый регион, по размерам превосходящий все существующие в игре. Осенью выйдет обновление с улучшениями основных механик. Зимой — обновление с последним регионом, с его релизом в игре появится большинство элементов, запланированных авторами. Выход полной версии игры запланирован на начало 2026 года.